# Febian Brandy
Febian Earlston Brandy (Manchester, 4 febbraio 1989) è un ex calciatore inglese naturalizzato nevisiano, di ruolo attaccante.

## Carriera

### Club
Ha giocato 14 partite nella seconda divisione inglese con la maglia dello Swansea City ed una presenza nella medesima categoria con la maglia del Rotherham Utd; ha inoltre anche giocato 8 partite nella prima divisione thailandese.

### Nazionale
Dopo aver giocato nelle nazionali giovanili inglesi (prende anche parte ai Mondiali Under-20 del 2009), nel 2015 opta per rappresentare Saint Kitts e Nevis, con la cui nazionale in quell'anno gioca 2 partite, entrambe in incontri di qualificazione ai Mondiali del 2018.

## Palmarès

### Club

#### Competizioni nazionali
- Football League One: 1

Swansea City: 2007-2008